# Helicopsyche bacescui
Helicopsyche bacescui är en nattsländeart som beskrevs av Traian Orghidan och Lazar Botosaneanu 1953. Helicopsyche bacescui ingår i släktet Helicopsyche och familjen Helicopsychidae. Inga underarter finns listade i Catalogue of Life.